# 68

## Події
- Луцій Клодій Макр спробував захопити владу в Римській імперії, але був убитий.
- Римським імператором обрано Ґальбу.

## Померли
- 9 червня — Під час галльського повстання, вимушено залишивши Рим, покінчив життя самогубством 5-й і останній римський імператор з династії Юліїв-Клавдіїв 31-річний Нерон.
- Симон Петро